# Институт демократии и сотрудничества
«Институт демократии и сотрудничества» (англ. Institute for Democracy and Cooperation) — российская некоммерческая организация, созданная в 2007 году. Заявленная цель — мониторинг нарушений прав человека в США и Европе. Институт расположен в Париже.

## История
26 октября 2007 года на саммите Россия—Евросоюз в Португалии президент России Владимир Путин сообщил о намерении учредить в Европе Институт свободы и демократии как ответ на европейские организации, контролирующие соблюдение прав человека в России. Организация создана по аналогии с американской Freedom House.
Институт изначально имел два отделения: в Париже во главе Наталией Нарочницкой и в Нью-Йорке, руководителем которого был профессор МГИМО Андраник Мигранян. В 2015 году американское представительство было закрыто, а Мигранян объявил, что «ситуация с правами человека в США стала лучше».
Источники финансирования института официально не оглашаются. По словам директора по исследованиям европейского представительства Джона Лаугланда институт финансируется грантами президента России через Фонд исторической перспективы, который также возглавляет Наталия Нарочницкая.

## Критика
Представитель Freedom House выразил скептицизм относительно создания института. Президент Американского университета в Москве Эдуард Лозанский заявил, что институт не достигнет своих целей, ввиду существования в США нескольких тысяч правозащитных организаций.